# Fressenneville
Fressenneville település Franciaországban, Somme megyében. Lakosainak száma 2086 fő (2022. január 1.). Fressenneville Woincourt, Aigneville, Dargnies, Embreville, Feuquières-en-Vimeu, Friville-Escarbotin és Nibas községekkel határos.

## Népesség
A település népességének változása:
| Lakosok száma | 2240 | 2230 | 2261 | 2207 | 2191 | 2181 | 2168 | 2127 | 2086 |
|               | 2013 | 2015 | 2016 | 2017 | 2018 | 2019 | 2020 | 2021 | 2022 |